# 사누키아이오이역

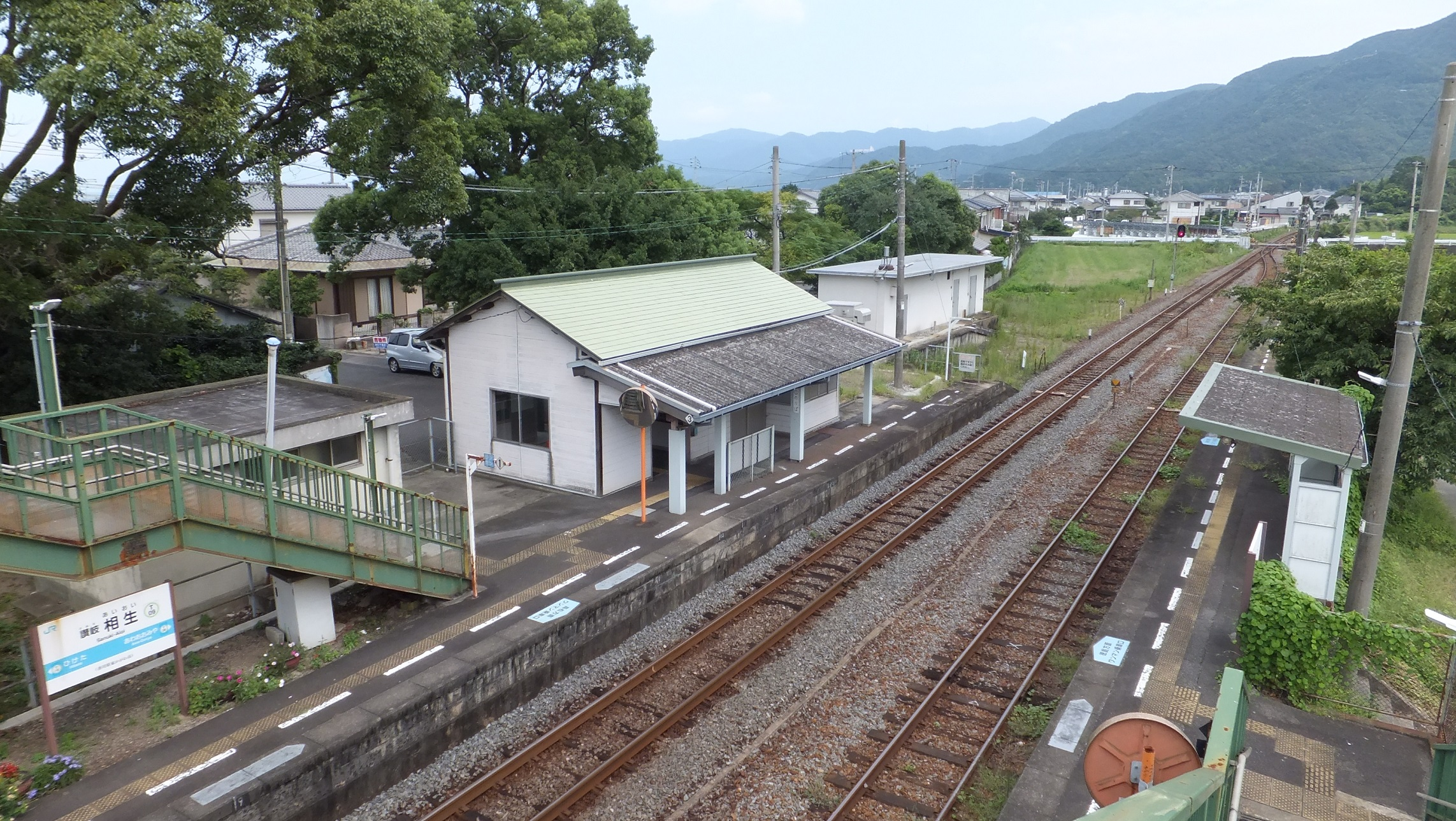

사누키아이오이역(일본어: 讃岐相生駅)은 일본 가가와현 히가시카가와시에 위치한 시코쿠 여객철도 고토쿠 선의 철도역이다. 역 번호는 T09이며, 상대식 승강장 2면 2선의 구조를 갖춘 지상역이다.

## 이용 현황
| 승차 인원 추이 | 승차 인원 추이 |
| 연도           | 1일 평균       |
| -------------- | -------------- |
| 2008           | 24             |
| 2009           | 17             |
| 2010           | 13             |
| 2011           | 15             |

## 역 주변
- 사카모토 해안

## 역사
- 1935년 3월 20일 : 개업.
- 1972년 10월 1일 : 여객 무인역화. (간이 위탁역화).
- 1987년 4월 1일 : 일본국유철도 분할 민영화에 의해, 시코쿠 여객철도가 승계.

## 인접 역
| 시코쿠 여객철도           | 시코쿠 여객철도 | 시코쿠 여객철도               |
| ------------------------- | --------------- | ----------------------------- |
| T 10 히케타 다카마쓰 방면 | 고토쿠 선       | 아와오미야 T 08 도쿠시마 방면 |